# Independents de la Selva
Independents de la Selva (IdS) és una coalició de partits municipalistes independents de la comarca de la Selva formada pocs mesos abans de les eleccions municipals de 2015. En els comicis, va obtenir 7.138 vots, 46 regidors i 6 alcaldies, fet que va situar IdS com a tercera força a la comarca. Gisela Saladich, alcaldessa de Tossa de Mar, representa Independents de la Selva a la Diputació de Girona, on ha reclamat una major transparència.